# Anémone Marmottan
Anémone Marmottan, född 25 maj 1988, i Bourg-Saint-Maurice, är en fransk alpin skidåkare och har tävlat i världscupen sedan oktober 2008. Sedan dess har hon tävlat regelbundet i världscupen, främst i storslalom och slalom som är hennes bästa grenar. 
Hon deltog i Olympiska vinterspelen 2010 i Vancouver och kom elva i storslalom, drygt en sekund efter Viktoria Rebensburg som vann. 
Marmottan har deltagit i två världsmästerskap, 2011 och 2013. Hennes bästa individuella resultat från de två mästerskapen är en 14:e plats i Garmisch-Partenkirchen 2011. I samma VM tog hon guld i lagtävlingen. Hon körde ur storslalomtävlingen i Schladming 2013. 
Hon tog sin första pallplats i Åre den 6 mars 2014 när hon kom tvåa i storslalomtävlingen, efter Anna Fenninger.

## Meriter

### VM
- VM-guld i lagtävling i VM 2011.

### Världscupen
- Två 4:e-platser i storslalom.